# PIEZO2
El componente 2 del canal iónico mecanosensible de tipo piezoelecétrico es una proteína transmembrana que en humanos está codificada por el gen PIEZO 2. Es una proteína transmembrana que tiene una estructura homotrimérica, con tres aspas. 

## Características
Forma parte de los Canales mecanosensibles específicamente del canal iónico mecanosensible de tipo piezoelecétrico.

'Piezo' viene del griego 'piesi, que significa 'presión'.

Esta proteína está codificada por el gen PIEZO 2 que se ubica en el Cromosoma 18 (humano), su localización es 18p11.22-p11.21.

La PIEZO2 es una Proteína transmembranal que tiene una estructura homotrimérica, con tres aspas que se curvan en una nanocúpula, con un diámetro de 28 nanómetros.

## Función
Las proteínas PIEZO son grandes proteínas transmembrana conservadas entre varias especies, todas con entre 24 y 36 dominios transmembrana.

La proteína PIEZO 2 tiene un papel importante en la adaptación  de las corrientes activadas mecánicamente en las neuronas somatosensoriales.
Su estructura y función fue descubierta gracias a estudios en ratones realizados en 2019, que muestra la hélice homotrimérica predicha.
PIEZO 2 se encuentra típicamente en tejidos que responden al contacto físico, como las células de Merkel, y se cree que regula la respuesta al tacto ligero.

## Patología
- Los ratones sin PIEZO 2 en sus neuronas propioceptivas muestran movimientos corporales descoordinados, lo que indica que PIEZO2 desempeña un papel en la propiocepción de los mamíferos.[6]
- Las mutaciones de PIEZO2 se vinculan el síndrome de Gordon (Artrogriposis distal tipo 3), el síndrome de Marden-Walker y la Artrogriposis distal tipo 5.[7]